# 蓮覚寺 (富士宮市)
蓮覚寺（れんがくじ）は、静岡県富士宮市貫戸にある日蓮宗の寺院。山号は貫戸山。旧本山は黒田本光寺、鏡師法縁(善学会)。

## 歴史
弘仁3年（812年）、空海が創建した真言寺院明星山福興寺の子院が起源という。戦国時代に今川家の家臣によって再興されたものの江戸時代の初めまでに廃絶していたが、元和年間（1615年 - 1624年）に日運（黒田本光寺21世）が再建を発願、元禄年間（1688年 - 1704年）の泉成坊（泉浄院日理）の代に堂宇が再興された。寛政年間（1789年 - 1801年）に火災で焼失し、文化年間（1804年 - 1818年）に再建された。

## 関連資料
- 『大宮町誌』